# Gigi Hadid
Jelena Noura „Gigi“ Hadid (* 23. dubna 1995 Los Angeles, Kalifornie) je americká topmodelka. Objevila se na titulní stránce časopisu Vogue, včetně československé verze. Od roku 2015 vystupuje na přehlídce spodního prádla Victoria Secret Fashion Show.

## Život
Gigi Hadid, rozená Jelena Noura Hadid, se narodila 23. dubna 1995 v Los Angeles. Její matka, Yolanda Foster, je bývalá modelka a její otec, Mohamed Hadid, je realitní magnát. Sestra Bella Hadid se také věnuje modelingu.
Gigi je její umělecké jméno, často brané i jako přezdívka. Několik měsíců udržovala partnerský vztah s Joem Jonasem. Poté, co Zayn Malik 25. března 2015 opustil skupinu One Direction a přítelkyni Perrie Edwardsovou z Little Mix, navázal vztah s Hadidovou.
V dubnu 2020 v Tonight Show Starring Jimmy Fallon oznámila, že se Zaynem Malikem čekají dítě.
V září 2020 porodila dceru.

## Kariéra

### 1997–2012: Začátky kariéry
Hadidina modelingová kariéra začala, když jí byly dva roky poté, co ji objevil Paul Marciano z Guess. Začala modelovat pro Baby Guess. Hadid se nakonec vrátila k modelingu v roce 2011. Obnovila spolupráci s Marcianem a v roce 2012 byla jmenována tváří kampaně Guess. Hadid jako dospělá natočila tři kampaně s Guess.

### 2013–2016: Průlom v kariéře
Po podpisu smlouvy s IMG Models v roce 2013, Hadid debutovala na New York Fashion Week v únoru 2014, jakožto modelka pro Desigual.